# Shotgun Cop Man
Shotgun Cop Man — компьютерная игра в жанре экшен-платформера, разработанная DeadToast Entertainment и изданная Devolver Digital. Анонс игры состоялся 21 февраля 2025 года. Игра была выпущена на Windows и Nintendo Switch 1 мая 2025 года.

## Игровой процесс

Скриншот геймплея, где игрок в прыжке стреляет в лабиринтном уровне.

Shotgun Cop Man представляет собой двухмерный экшен-платформер с акцентом на скорость и точность. Игрок управляет персонажем, который сражается с врагами и использует дробовик как оружие и средство передвижения, отталкиваясь от выстрелов для выполнения прыжков и уклонений. Уровни состоят из диагональных склонов и узких платформ, требующих точного маневрирования. Геймплей игры напоминает Super Meat Boy и My Friend Pedro, предыдущий проект DeadToast Entertainment, сочетая динамичные перестрелки и использование окружения для передвижения. 
Игра состоит из девяти миров, по 17 уровней в каждом. В конце каждого мира игроку предстоит сразиться с боссом. Для каждого уровня доступны дополнительные испытания: «Без урона», «Спидран» и «Все убиты».

## Сюжет
Действие игры разворачивается в аду, куда главный герой, — коп, напоминающий большой палец, — отправляется для выполнения своей главной миссии: ареста самого Сатаны. На пути к цели он сталкивается с ордами демонов и ловушками, используя свою ловкость и дробовик, чтобы пробиваться через огненные подземелья ада.

## Разработка
Игра разрабатывается DeadToast Entertainment — независимым разработчиком, известной по игре My Friend Pedro. Издателем игры выступила Devolver Digital. По словам разработчика, минималистичный стиль выбран намеренно, чтобы игроку было проще сосредоточиться на динамике игрового процесса. Он стремился создать плавный и естественный геймплей, избегая элементов, перегружающих восприятие. По его словам, избыточная детализация снижала ощущение потока, усложняя восприятие движений и угроз.
Одним из нововведений стал редактор уровней, который был одной из самых запрашиваемых функций для My Friend Pedro. В отличие от My Friend Pedro, где редактор уровней так и не появился, в Shotgun Cop Man разработчик смог внедрить полноценный инструмент для создания пользовательских карт.
21 февраля 2025 года в рамках фестиваля Steam Next Fest была выпущена демоверсия Shotgun Cop Man, содержащая 17 уровней и доступная для загрузки в Steam.

## Отзывы
| Сводный рейтинг    | Сводный рейтинг         |
| Агрегатор          | Оценка                  |
| ------------------ | ----------------------- |
| Metacritic         | 80/100 (PC) 86/100 (NS) |
| OpenCritic         | 82 %                    |
| Иноязычные издания |                         |
| Издание            | Оценка                  |
| IGN                | 8/10                    |
| Nintendo Life      | [ 6 ]                   |
| PC Gamer (US)      | 78/100                  |
| Shacknews          | 8/10                    |
| The Games Machine  | 8,6/10                  |

Shotgun Cop Man получила «в основном положительные» отзывы от критиков согласно сайту-агрегатору рецензий Metacritic. По данным OpenCritic, 82 % рецензентов рекомендовали игру, средняя оценка от ведущих критиков составила 81 баллов из 100.
Эмануэле Феронато из The Games Machine высоко оценил Shotgun Cop Man, отметив оригинальный геймплей, высокий темп игры и встроенный редактор уровней. Он сравнил механику перемещения с помощью отдачи от дробовика с приёмом rocket jump из шутеров вроде Quake и Team Fortress. Кроме того, Феронато отметил энергичный саундтрек, насыщенный басами, который по настроению напоминает такие игры, как Otxo и Hotline Miami. Однако он раскритиковал игру за то, что уровни не всегда следуют логическому порядку сложности.
Чарли Вахольц из IGN похвалил игру за оригинальную механику движения с отдачей от дробовика, абсурдный юмор и редактор уровней, который увеличивает реиграбельность. Он описал игру как «ностальгическое приключение», напоминающее старые Flash-игры, такие как Fancy Pants Adventures и Electricman 2. Также он отметил, что «Shotgun Cop Man делает большую ставку на свою платформенную составляющую, и это себя оправдывает». Среди минусов он выделил неудобное управление на геймпаде и затянутую анимацию после смерти героя, которая замедляет темп игры.
Джоди Макгрегор из PC Gamer сравнил игру с такими инди-платформерами, как VVVVVV и Downwell, но с добавлением ультранасилия. Также он отметил продуманные детали, как, например, возможность захватывать демонов в воздухе и бросать их в других демонов, а также проделанную работу с музыкой и звуковыми эффектами. Но в то же время Макгрегор признался, что игра быстро теряет привлекательность после прохождения, несмотря на наличие редактора уровней и системы достижений.
Олли Рейнольдс из Nintendo Life похвалил динамичный геймплей игры, сравнив его с такими проектами, как Hotline Miami и Celeste. Он отметил, что музыка и звуковые эффекты создают «игровой процесс, который бы одобрил Майкл Манн». По его словам, визуальный стиль вдохновлен игрой Super Meat Boy, однако он раскритиковал однообразие окружения, назвав дизайн уровней «немного однотипным».
Лукас Уайт из Shacknews положительно оценил дизайн уровней, отметив что «Shotgun Cop Man наилучшим образом проявляет себя, когда её уровни естественно перетекают из одного момента в другой». Среди недостатков он указал избыточное количество видов оружия и отсутствие редактора уровней в версии для Nintendo Switch.